# نیروگاه هسته‌ای گرافنرینفلد
نیروگاه هسته‌ای گرافنرینفلد (به آلمانی: Kernkraftwerk Grafenrheinfeld) یک نیروگاه هسته‌ای در آلمان است که در گرافن راینفلد واقع شده‌است.